# Elise Stefanik
Elise Marie Stefanik (Albany, 2 luglio 1984) è una politica statunitense, membro della Camera dei Rappresentanti per lo stato di New York dal 2015.

## Biografia
Nata ad Albany, la Stefanik si laureò ad Harvard e in seguito entrò a far parte dell'amministrazione Bush, lavorando anche per Joshua Bolten. Stefanik curò inoltre la preparazione ai dibattiti del candidato alla vicepresidenza Paul Ryan.
Nel 2014, dopo che il deputato democratico Bill Owens aveva annunciato il suo ritiro dalla Camera dei Rappresentanti, Stefanik annunciò la propria candidatura per il seggio come esponente del Partito Repubblicano. Dopo aver vinto le primarie riuscì ad aggiudicarsi anche le elezioni generali e fu eletta deputata a soli trent'anni, divenendo così la donna più giovane mai eletta al Congresso; prima di lei questo record era appartenuto per oltre quarant'anni alla democratica Elizabeth Holtzman, eletta a 31 anni nel 1973.
Da un punto di vista ideologico, Stefanik si è schierata contro l'aborto e contro la riforma del sistema sanitario promossa da Barack Obama.

### Gli impeachment di Donald Trump

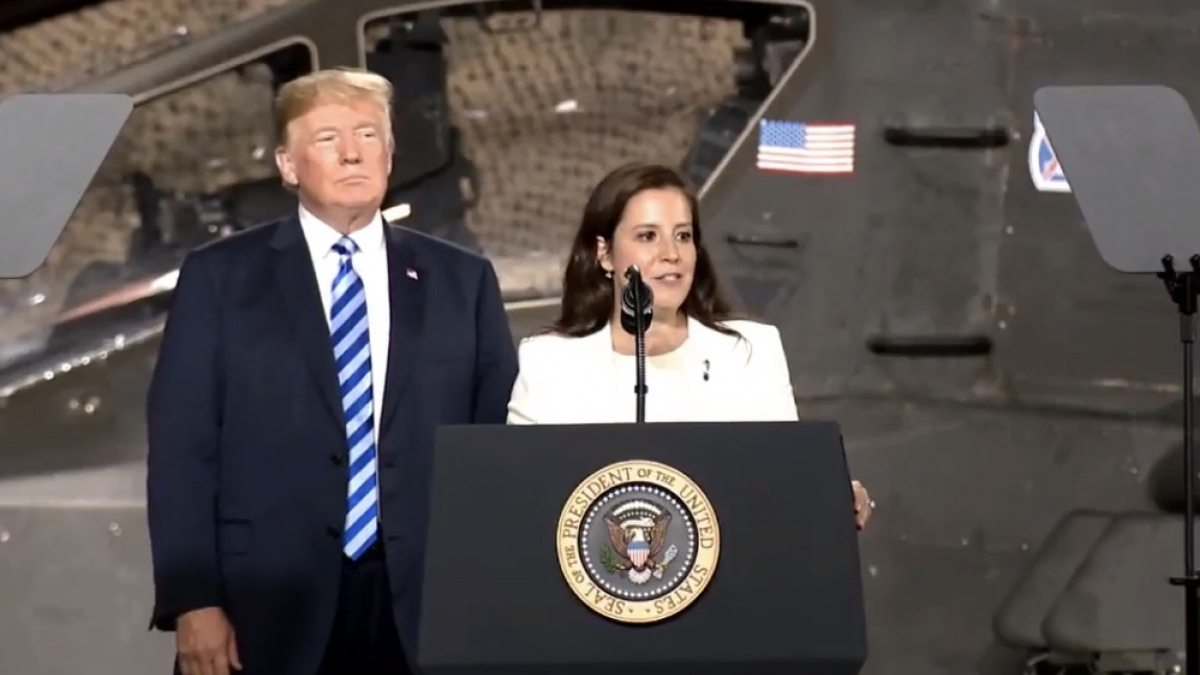
Stefanik con il presidente degli Stati Uniti Donald Trump nell'agosto 2018

Il 25 settembre 2019 Stefanik ha annunciato che non avrebbe appoggiato la richiesta di impeachment contro Donald Trump . Durante l'udienza del novembre 2019 in cui il Congresso era impegnato ad ascoltare i testimoni in relazione all'inchiesta di incriminazione nei confronti di Trump, Stefanik è emersa invece come il difensore-chiave del presidente sotto attacco.
Dopo che Joe Biden ha vinto le elezioni presidenziali del 2020 e Trump si è rifiutato di riconoscerne la vittoria affermando accuse di frode elettorale, Stefanik ha aiutato Trump negli sforzi per ribaltare i risultati delle votazioni. Ha detto,  tra l'altro, che "più di 140.000 voti provenivano da elettori minorenni, deceduti e altrimenti non autorizzati" nella contea di Fulton, in Georgia. Ha anche espresso "preoccupazioni" riguardo a Dominion Voting Systems, oggetto di numerose teorie cospirative di destra. Nel dicembre 2020, Stefanik ha sostenuto la causa Texas contro Pennsylvania, un tentativo di invertire la sconfitta di Trump presentando una petizione alla Corte Suprema degli Stati Uniti per respingere i risultati certificati in Michigan, Pennsylvania, Wisconsin e Georgia.
Dopo che una folla di sostenitori pro-Trump ha preso d'assalto il Campidoglio degli Stati Uniti il 6 gennaio 2021, Stefanik ha condannato la violenza ma ha respinto l'idea che Trump fosse responsabile di quel progetto. Ha promosso teorie considerate cospirative su una "elezione rubata", e poche ore dopo l'invasione del Campidoglio, ha votato contro l'accettazione dei voti elettorali della Pennsylvania alle elezioni del 2020. Più tardi, a gennaio, ha espresso opposizione all'impeachment di Trump per il ruolo da lui avuto nel fomentare l'assalto del Campidoglio.
Il 12 gennaio 2021 l'Università di Harvard ha annunciato che stava rimuovendo Stefanik dal suo Institute of Politics per il suo ruolo nel promuovere false affermazioni di frodi diffuse nelle elezioni presidenziali. Doug Elmendorf, preside della Harvard Kennedy School, ha detto: "Elise ha fatto affermazioni pubbliche sulla frode elettorale nelle elezioni presidenziali di novembre che non hanno alcun fondamento nelle prove, e ha rilasciato dichiarazioni pubbliche su azioni legali relative alle elezioni che non sono corrette". Stefanik, che si era laureata ad Harvard, si è rifiutata di dimettersi ed Elmendorf l'ha rimossa. In risposta Stefanik ha affermato che Harvard aveva "ceduto alla sinistra woke".
Nel maggio 2021, Stefanik ha descritto Trump come "il più forte sostenitore di qualsiasi presidente quando si tratta di sostenere la Costituzione". Il 14 maggio è stata eletta presidente della Conferenza della Camera Repubblicana (la terza più importante del partito) dopo la rimozione di Liz Cheney.

### Rappresentante permanente alle Nazioni Unite
L'11 novembre 2024 il presidente eletto Donald Trump l'ha nominata come prossima rappresentante alle Nazioni Unite. Ha ricevuto il sostegno bipartisan per i suoi piani per rafforzare la leadership degli Stati Uniti nell'organizzazione. Il 27 marzo 2025, tuttavia, a causa di problematiche di tipo politico pendenti durante il suo processo di potenziale conferma, la sua nomina viene ufficialmente ritirata.

## Vita privata
Stefanik si è sposata il 19 agosto 2017 con Matthew Manda, che lavora nel marketing e nella comunicazione a Saratoga Springs, New York. Dal dicembre 2018 la coppia abita a Schuylerville, New York.